# Henrik Hvidesten
Henrik Hvidesten (født 16. april 1978 i Vetterslev) er en dansk lokalpolitiker for Venstre. Han var fra 2014-2024 borgmester i Ringsted Kommune. Han trådte tilbage som borgmester 5. februar 2024 efter flere sager om upassende adfærd overfor kvinder. Hvidesten har undskyldt overfor kvinderne.
Hvidesten har en jordbrugsøkonomiuddannelse fra Det Biovidenskabelige Fakultet for Fødevarer, Veterinærmedicin og Naturressourcer.